# 1ch.tv
1ch.tv（いっチャンネルティーヴィー）は、あめぞう掲示板で「年金」というハンドルネームを使用していた清水康司が2ちゃんねるに対抗して作った電子掲示板群。プロデューサーとしてアスキー特別顧問であった西和彦が招聘された。2010年5月、掲示板サイト自体がドメインとともに完全に消滅した。

## 概要
「人に優しい掲示板」という理念と「知価創造化社会」の実現という目標を掲げ、2001年10月5日にWeb掲示板群サイトとしての1ch.tvが開設された。バリュー・エクスチェンジ社の代表取締役である清水康司が中心となって設立に携わり、アスキーの設立者であり特別顧問（当時）の西和彦をプロデューサーとして迎えた。またスレッドフロート型掲示板群コミュニティーの概念を確立した「あめぞう」もスタッフの一人として招聘した。1ch.tvという名称には2ちゃんねるに代表される同様の掲示板群に対して自らの正統性を殊更に強調する意味も込められ、さらに2005年にはドメイン名を「amezo.jp」へと変更した。
最も画期的なサービスとして、価値ある情報の閲覧に対して5円から10円の小口課金を行い、それを発信者に報酬として還元する情報の流通サービスを計画していたが実現には至らなかった。
開設当初からシステムの不備による動作やセキュリティーの不具合が頻発し、またそれに加えて多くのトラブルに見舞われた。その後システムの不具合は解消され、ごく一般的な掲示板コミュニティーとしてのサービスは継続していた。しかしながら、当初の計画は満足に実現されることはなかった。
なお、2010年5月をもって、2001年10月の開設当時から使用された1ch.tvのドメインに代わって2005年6月から使用されてきたamezo.jpのドメインが消滅したため、掲示板自体も完全に閉鎖した模様である（キャッシュも完全に削除された模様）。

## 歴史
- 2001年8月20日、ドメイン「amezo.jp」がバリューエクスチェンジ社によって登録される。
- 2001年9月1日、ドメイン「1ch.tv」がバリューエクスチェンジ社によって登録される。
- 2001年9月29日、大阪で開催された2ちゃんねるのオフ会の場で、西和彦が1ch.tvの開始を発表。オフ会の参加者に1ch.tvの掲示板が公開された。この日から、1ch.tvの存在がいくつかの掲示板コミュニティーで話題となる。
- 2001年10月4日、1ch.tv開始の発表記者会見が行われた。清水康司、西和彦に加えてEストアー代表取締役の石村賢一が出席し、報道陣に1ch.tvの掲示板が公開された[2]。
- 2001年10月5日、正式サービス開始。サーバーはケーブル・アンド・ワイヤレスIDC（当時）にハウジングされ、211.10.27.224/27の範囲に32個のIPアドレスが割り当てられた。全体で半年間約2000万円の契約であったとの説がある。
  - 午前1時34分、「西和彦」掲示板のURL「http://1ch.tv/nishi/」が他の掲示板コミュニティーなどで流出したために利用者が殺到し、正式なオープンを待たず事実上の開設となった。次々と管理フォームや新規掲示板作成フォームのアドレスの流出が発覚し、数多くの掲示板が乱立される。特に掲示板名に「<」「>」「"」などの文字がそのまま入力できたことからタグが使用可能となり、全体に表示される掲示板一覧に一時わいせつな画像が載った。またメールアドレス欄がダブルクォートを通過させることが明るみに出たため、style属性を悪用した投稿が相次いだ。
  - 22時、CGIの実行が禁止され1ch.tv全体が閲覧専用となる。1ch.tvによる公式な声明で、匿名性を悪用しての表現の自由を履き違えた投稿を利用者に見せつけるための措置であることなどが発表された。のちに、この状態が「世界初の閲覧専用掲示板」として一部の利用者から揶揄された。
- 2001年10月14日15時頃、1ch.tvのURLが「http://1ch.tv/verbbt/」に変更され、211時間ぶりに書き込みが許可された。
  - 18時頃、1ch.tvへのアクセスが不能になる。
  - 19時頃、1ch.tvのURLが「http://1ch.tv/ggg3fff4/」に変更され、サービスが再開された。
- 2001年12月3日、HTTPサーバーの設定ミスによりPOSTメソッドが受け入れられなくなり、閲覧専用となる。
- 2001年12月5日、発行人の清水が自らHTTPサーバーの再インストールに挑み、これに失敗。CGI実行権限設定のミスにより一部のスクリプトファイルの読み込みが許可され、ソースが流出した。この間トップページにはHTTPサーバー、Apache HTTP Serverのインストール直後のデフォルトページが表示され続け、Apacheのマニュアルも閲覧可能であった。
- 2001年12月6日、HTTPサーバーの停止と再インストールが繰り返される。
  - 午前4時頃には、設定ミスにより全ての投稿のIPアドレスのリストと管理用パスワード、そして1ch.tvのシステムを構成する全てのスクリプトのソースファイルが流出する事態に発展した。全投稿のIPアドレスが判明したことにより、1ch.tv運営関係者による利用者への匿名での中傷が明らかとなる。
  - 22時頃にスタッフの密談の舞台となっていた掲示板のアドレスが暴露され、1ch.tv関係者の生々しい発言や思惑が露呈した。このとき明るみに出たあめぞうの発言「○ 2chで、盛り上げてもらう、うまいデマ、無いでしょうか？　1chが出来て、2ch閉鎖．．」に対し、かつての支持者からも失望の声が相次いだ。
- 2001年12月8日0時頃、6日に判明したスタッフの一人の声を音楽に乗せた作品が2ちゃんねるのネットウォッチ板上で公開された。
  - 4時30分頃、その作品とスタッフの映像をコラージュしたFlash作品が制作され、同じくネットウォッチ板上で公開された。
  - 5時40分、居合わせた2ちゃんねる運営関係者の一人がこの作品を目にし、ネットウォッチ板のデフォルト投稿者名を「名無しさん＠ゴーゴーゴーゴー!」に変更した。
- 2001年12月10日、8日に公開されたFlash作品がタグを通過させるセキュリティーの不備をついて1ch.tvに投稿され、表示され続けた。
- 2002年2月27日、1ch.tvを構成する全てのホストへのルーティングがなされなくなり、インターネットからのアクセスが一時不能になった。翌日、この現象がサーバー移転に伴うものであったことが判明した。
- 2002年2月28日、1ch.tvへのアクセスが回復し、移転先でのサービスが開始した。サーバーはバリュー・エクスチェンジ社の自社管理運営で、同社の自営ネットワーク（61.213.140.160/29の範囲に8個のIPアドレスが割り当てられている）の下に置かれた。
- 2002年7月11日、スクリプトがPHPベースに変更された。
- 2005年6月18日、ドメインがamezo.jpに変更された。
- 2010年5月、amezo.jpのドメインからもアクセス不能となり、「Internet Explorerではこのページは表示できません」と表示されるようになる。

## 特徴

### 基本方針
情報の価値
玉石入り混じった情報で溢れかえるウェブ上では、自分にとって的確で有用な情報を発掘することは至難である。またほとんどが無償でもたらされており、いかなる有効な情報に対しても提供者が必ずしも適正な報酬を得られているわけではない。1ch.tvではマイクロペイメントを導入することにより、誰もが自らの有する情報を必要とする人々に発表し、情報を資産として活かせる場を実現するとしていた。
悪意の排除
広く一般に開放された掲示板コミュニティは、常に匿名による悪意の侵入を許してしまう危険をはらんでいる。多くのコミュニティでは利用者の良識に任せた自由な方針を立てているが、1ch.tvではより厳格な規則と真摯な対応をもって秩序ある掲示板の実現に努めるとしていた。
積極的反2ちゃんねるの明示
一般的なウェブサイトは世間体に配慮して、公の場においては2ちゃんねるについて可能な範囲で関わらないよう消極的に避けるにとどめる。1ch.tvはそれらの慣例とは一線を画し、2ちゃんねるを積極的に否定する姿勢を表明した上で様々な行動を起こしている。特に1ch.tv内のNet犯撲滅運動掲示板では、規則で2ちゃんねるについて議論の余地を与えないことで前述の姿勢を一貫するための一定の秩序を保っていた。

### スタイルと機能
基本的に2ちゃんねるに代表されるスレッドフロート型掲示板から派生した形態を採用している。開発にあたって付加された主な要素は次の通り。
一言レス
スレッドに付く個々のレスを親として、さらに下の階層で短い子レスを付けられる機能。ただし、一言レスを親とする一言レスは付けられない。ツリー型掲示板の構造を限定して導入することで、レスアンカー（>>nなどの形式で言及する投稿を指す記号）を用いる一般的なスレッドフロート型掲示板では難しい直感的でシンプルなコミュニケーションを可能とした。
投票ボタン
○ボタンをクリックすることにより、レスに対して評価を与えることができる。有用な情報に対する課金を予定していることに関連して、情報の価値を計量する意図があったと思われる。初期はボタンの横に投じられた票数が明示されていた。また開設当初は×ボタンも存在したが、「3度投票されると自動的にレスが削除される」という機能が悪用されたため廃止された。
スレッドとレスとの関係
スレッドの先頭とその後のレスとの間には、明確な主従関係がある。先頭と他のレスとを等価なものとして扱うスレッドフロート型掲示板よりも、エントリーに対してコメントが付いて行くウェブログに近い概念である。PHPによるスクリプト全面改訂の際にシステムを再設計し、現在の形に改められた。初期は他の一般的なスレッドフロート型掲示板と同様に先頭にも番号が付され、一言レスや投票は先頭に対しても可能となっていた。

### 運営方式
SysOp  （シスオペ） とボードリーダーを置くニフティの方式に通ずる理念を掲げている。
発行人
所有・経営者である清水康司が開設当初より就任。1ch.tvを総括する地位にあり、末期はデザインと開発を除く全ての作業に独力で従事していた。
編集人
プロデューサーである西和彦が就任すると発表されていたが、事実上は当初から空席である。
編集長
それぞれの掲示板ごとに独立して運営の責任を負う編集長を選任し、利用規則の下で管理に従事させる。初期は実際に一部の掲示板に編集長が選任されていたが、末期は発行人が全ての掲示板について編集長の役職を担当していた。
編集者
編集長の補佐を務める役職であるが、開設当初より一人として存在しない。複数の編集者の判断によるとされている削除や書き込み停止などの措置については、発行人の裁量で決定されていた。

### マスコット
「あめねこ」という猫を擬人化したキャラクターを設けていた。1ch.tvの案内ページでの説明によれば、あめぞうをイメージしたもの、とのこと。